# Murphydium
Murphydium là một chi nhện trong họ Linyphiidae.